# Igreja Matriz de Nossa Senhora da Conceição (Resende)
A Igreja Matriz de Nossa Senhora da Conceição é a igreja matriz do município de Resende, no Rio de Janeiro, situada na praça Oliveira Botelho, no centro da cidade. Sua construção iniciou em 1812, mas não se sabe exatamente quando as obras foram finalizadas. Pela falta de apoio do governo local, a construção ocorreu por meio de subscrições (doações de serviços) da comunidade, que consistiram no fornecimento de alguns escravos mensalmente para os trabalhos de escavações e levantamento de taipas. Em 16 de outubro de 1831, houve a translação do santíssimo sacramento e das imagens da antiga à nova igreja. Em 1868, a princesa Isabel demonstrou interesse pela obra quando visitou Resende. Em 1874 e 22 de agosto de 1945, o edifício foi assolado por dois incêndios, sendo que após o segundo só restaram duas torres. Em 1947, a comunidade empreendeu sua reconstrução. Em 21 de agosto de 1954, foi consagrada matriz de Resende. Foi tombada pela prefeitura de Resende por sua importância histórica, cultural e religiosa.